# Piet Vliegenthart
Piet Vliegenthart (Rotterdam, 23 september 1951) is een Nederlands emeritus predikant van de Protestantse Kerk in Nederland.

## Ambten
Vliegenthart studeerde theologie aan de Theologische Universiteit Kampen. Hij was predikant in Heerhugowaard (1977-1979), Oudewater (1979-1985), Amsterdam-Gaasperdam (1985-1988), Amsterdam-Bijlmer (1985-1992), Landsmeer (1992-2001), Utrecht-Overvecht (2001-2004), Utrecht-Zuilen (2004-2008) en Berlicum-Rosmalen.

## Wetenswaardigheden
- In 1976 werd Vliegenthart op 25-jarige leeftijd een van de eerste deeltijdpredikanten in Nederland, en wel in Heerhugowaard.
- Piet Vliegenthart is de vader van SP-politicus Arjan Vliegenthart en een broer van CDA-politica Marja van Bijsterveldt.